# Cruzen Range
Die Cruzen Range ist ein bis zu 1600 m hoher Gebirgszug im ostantarktischen Viktorialand. Sie liegt in westöstlicher Ausdehnung zwischen der Salyer Ledge und dem Nickell Peak im Gebiet der Antarktischen Trockentäler. Begrenzt wird sie durch die Clare Range, das Victoria Valley, das Barwick Valley und den Webb-Gletscher.
Entdeckt wurde sie bei einem Luftaufklärungsflug im Rahmen der Operation Highjump (1946–1947) am 20. Februar 1947 von Commander William Michael Hawkes (1910–1994) und dessen Copilot und Navigator, Lieutenant Commander Herbert Lee Salyer Jr. (1916–1999). Das Advisory Committee on Antarctic Names benannte das Gebirge 2005 nach Konteradmiral Richard Harold Cruzen (1897–1970) von der United States Navy, Kommandeur des Flottenverbands Task Force 68 bei der Operation Highjump.